# Osowa Sień (gromada)
Osowa Sień (od 1 I 1958 Przyczyna Dolna) – dawna gromada, czyli najmniejsza jednostka podziału terytorialnego Polskiej Rzeczypospolitej Ludowej w latach 1954–1972.
Gromady, z gromadzkimi radami narodowymi (GRN) jako organami władzy najniższego stopnia na wsi, funkcjonowały od reformy reorganizującej administrację wiejską przeprowadzonej jesienią 1954 do momentu ich zniesienia z dniem 1 stycznia 1973, tym samym wypierając organizację gminną w latach 1954–1972.
Gromadę Osowa Sień z siedzibą GRN w Osowej Sieni utworzono – jako jedną z 8759 gromad na obszarze Polski – w powiecie wschowskim w woj. zielonogórskim na mocy uchwały nr V/27/54 WRN w Zielonej Górze z dnia 5 października 1954. W skład jednostki weszły obszary dotychczasowych gromad Osowa Sień, Dębowa Łęka i Przyczyna Dolna ze zniesionej gminy Wschowa-Północ w tymże powiecie. Dla gromady ustalono 22 członków gromadzkiej rady narodowej.
Gromadę zniesiono 1 stycznia 1958 w związku z przeniesieniem siedziby GRN z Osowej Sieni do Przyczyny Dolnej i zmianą nazwy jednostki na gromada Przyczyna Dolna.